# 贾达·格雷吉
贾达·格雷吉（義大利語：Giada Greggi；2000年2月18日—），意大利女子足球运动员，司职中场，目前效力于罗马体育俱乐部和意大利国家女子足球队。她曾代表意大利参加2023年国际足联女子世界杯。